# Опел калибра
Опел калибра је аутомобил који је производила немачка фабрика аутомобила Опел од 1989. до 1997. године.

## Историјат
Опел калибра је званично представљена на салону аутомобила у Франкфурту септембра 1989. године, с тим што је продаја отпочела 1990. године. У Великој Британији се продавао под марком Воксол као Воксол калибра, у Јужној Америци под марком Шевролет као Шевролет калибра, а у Аустралији и Новом Зеланду под марком Холден као Холден калибра. Калибра је уведена како би се супротставила јапанским спортским купеима, крајем 1980-их и почетком 1990-их.
Калибра је одмах привукла пажњу купаца и постала хит, а једна од карактеристика аутомобила је био и низак коефицијент отпора ваздуха од само 0,26, што је у то време био најбољи резултат за серијски аутомобил. Каросеријски калибра је купе са двоја врата, заснована на првој генерацији вектре. Производња је била базирана у Опеловој фабрици у Риселсхајму, у Немачкој и у фабрици аутомобила Валмет у Финској.
Производња је завршена августа 1997. године без наследника и укупно је произведено 239.118 примерака.

## Мотори
У понуди су углавном били дволитарски бензинци. На почетку су били доступни 2.0 литарски мотори са осам вентила и 115 КС и снажнија верзија са 16 вентила и 150 КС. Калибра је у почетку била доступна само са погоном на предње точкове, али од новембра 1990. године на располагању је имала и погон на сва четири точка.
Калибра је 1996. године са V6 мотором освојила „ITC Championship”, а пред крај производње 1997. уведена је „турбо лимитед едишн”. Ова специјална серија је имала спортски подешено огибљење, ББС точкове, клима уређај и кожни ентеријер, а од моторизације је имала 2.5 литарски V6 или 2.0 литарски редни четвороцилиндрични мотор.
|                     | 2.0i            | 2.0i 16V        | 2.0i 16V        | 2.0i 16V Turbo  | 2.5i V6         | 2.5i V6         |
| ------------------- | --------------- | --------------- | --------------- | --------------- | --------------- | --------------- |
| Производња          | 11/1989–07/1996 | 11/1989–02/1994 | 02/1994–06/1997 | 03/1992–07/1996 | 04/1993–07/1996 | 08/1996–06/1997 |
| Тип мотора          | R4-бензин       | R4-бензин       | R4-бензин       | R4-бензин       | V6-бензин       | V6-бензин       |
| Вентила по цилиндру | 2               | 4               | 4               | 4               | 4               | 4               |
| Запремина           | 1998 cm³        | 1998 cm³        | 1998 cm³        | 1998 cm³        | 2498 cm³        | 2498 cm³        |
| Однос компресије    | 9,2:1           | 10,5:1          | 10,8:1          | 9,0:1           | 10,8:1          | 10,8:1          |
| Снага               | 85 kW (114 КС)  | 110 kW (150 КС) | 100 kW (130 КС) | 150 kW (200 КС) | 125 kW (168 КС) | 125 kW (168 КС) |
| Обртни момент       | 170 Nm/2600     | 196 Nm/4800     | 185 Nm/4000     | 280 Nm/2400     | 227 Nm/4200     | 230 Nm/3200     |
| Погон               | Предњи          | Предњи          | Предњи          | 4×4             | Предњи          | Предњи          |
| Погон (опционо)     | 4×4             | 4×4             | 4×4             | −               | −               | −               |
| Мењач               | 5° мануелни     | 5° мануелни     | 5° мануелни     | 6° мануелни     | 5° мануелни     | 5° мануелни     |
| Мењач (опционо)     | 4° аутоматик    | −               | 4° аутоматик    | −               | 4° аутоматик    | 4° аутоматик    |
| Брзина              | 205 km/h        | 223 km/h        | 215 km/h        | 245 km/h        | 237 km/h        | 237 km/h        |
| 0–100 km/h          | 10,0 сек.       | 8,5 сек.        | 9,5 сек.        | 6,8 сек.        | 7,8 сек.        | 7,8 сек.        |